# Pierre-Laurent Aimard
Pierre-Laurent Aimard (Lyon, 9 de septiembre de 1957) es un pianista francés. 

## Biografía
Pierre-Laurent Aimard estudió en el conservatorio de Lyon. Estudió más adelante con Yvonne Loriod. En 1973 se le concedió el premio de música de cámara del Conservatorio de París. En el mismo año ganó el primer premio en la Competición Internacional Olivier Messiaen. En 1977, por invitación de Pierre Boulez, se hizo miembro fundador del Ensemble Intercontemporain.
Ha colaborado con directores como Pierre Boulez, Seiji Ozawa, Zubin Mehta, Charles Dutoit, André Previn, Andrew Davis y David Robertson. A los veinte años debutó en Estados Unidos con la Orquesta Sinfónica de Chicago.

## Repertorio
El repertorio de Aimard está particularmente dedicado a la música contemporánea. Fue solista en varias estrenos de obras como Répons de Pierre Boulez, Klavierstück XIV de Karlheinz Stockhausen o los estudios n.º 11 y 13 de György Ligeti. También ha tocado la obra de compositores más jóvenes como George Benjamin y Marco Stroppa.